# Summit (Utah)
Summit – jednostka osadnicza w Stanach Zjednoczonych, w stanie Utah, w hrabstwie Iron.